# 魔岩三杰
魔岩三傑是三位中國大陸搖滾樂歌手的合稱，這三位歌手分別為竇唯、张楚、何勇。1994年魔岩文化分別為他們推出專輯，與唐朝樂隊共同參與搖滾中國樂勢力演唱會，被視為中國搖滾樂在當時的代表人物。

## 歷史
1994年5月，魔岩文化同时出版发行三位中国歌手的个人专辑，分别为窦唯的《黑梦》、张楚的《孤独的人是可耻的》以及何勇的《垃圾场》。
作为制作人和发行者，魔岩文化創辦人张培仁将此三张专辑的同时推出标以“中国新音乐的春天”的口号。1994年12月17日晚上8点，窦唯、张楚、何勇以及作为嘉宾演出的唐朝乐队所参加的摇滚中国乐势力演唱会在香港红磡体育馆正式开演；这一演唱会被认为是中国摇滚乐黄金时代的旗帜，也是时至今日中国摇滚史上最具影响力的演唱会之一。从此，窦唯、何勇与张楚被并称以“魔岩三杰”，而这一套专辑也创造出百万销售奇迹（含盗版）。但此后不久，由于唱片公司的经济、乐手的商业运营、以及乐手的个人问题等种种原因，魔岩三杰先后脱离魔岩唱片，曾以“中国火”树起中国摇滚大旗的魔岩文化也从此销声匿迹。 
2004年12月17日，摇滚中国乐势力演唱会十周年之日，何勇在三里屯“九霄俱乐部”举行了一场纪念演唱会，而此前受邀的窦唯、张楚和唐朝乐队并未出席。